# 宗室恩喜
宗室恩喜（1771年4月18日—1820年1月17日），正藍旗滿洲人，嘉慶十二年九月中式丁卯科繙譯舉人，十六年四月中式辛未科繙譯進士，廿四年六月授禮部主事，嘉慶廿四年己卯十二月初二日亥時卒。